# Вулиця Окуневського
Вулиця Окуневського — вулиця у Шевченківському районі міста Львова, в місцевості Голоско. Сполучає вулиці Липинського та Кошиця. Прилучається вулиця Пожежників.

## Історія та забудова
Виникла на початку XX століття у складі передміського селища Голоско Мале. Після входження селища до меж міста 11 квітня 1930 року, вулиці колишнього села були перейменовані або ж новоутвореним вулицям надавалися певні назви. Так, у 1931 році отримала назву На Боїско. Під час німецької окупації, з 1943 року по липень 1944 року мала назву Шпортґассе. У липні 1944 року вулиці повернули передвоєнну назву На Боїско, а 1950 року перейменували на Довганика, на честь діяча діяч комуністичного руху в Західній Україні Іллі Довганика (1903—1949). Сучасна назва Окуневського походить від 1992 року, на пошану українського політичного діяча Теофіла Окуневського.
Вулиця забудована житловими багатоповерховими будинками 1970-х—1980-х років. Під № 3 дев'ятиповерховий житловий будинок, зведений у 1978—1979 роках. В одному з під'їздів будинку розташована Львівська центральна міська дитяча бібліотека.